# Linval Dixon
Linval Dixon, né le 14 septembre 1971 à Old Harbour Bay, est un joueur de football jamaïcain. Il évoluait au poste de défenseur, reconverti entraîneur.

## Carrière internationale
Linval Dixon faisait partie de la sélection jamaïcaine qui a participé au Mondial 1998 en France.